# Савченко Сергій Олександрович
Сергій Олександрович Савченко (25 серпня 1949, Одеса, СРСР) — український художник, представник абстрактного експресіонізму. Працює в галузі живопису, графіки, скульптури та монументального мистецтва. Учасник одеського нонконформістського руху. Заслужений художник України.

## Біографія
Сергій Савченко народився 25 серпня 1949 року  у м. Одесі.
Художню освіту здобув в Одеському художньому училищі імені  М. Грекова (1969–1974). Його викладачем живопису був А. Лоза.
Творчу діяльність розпочав в 1970-х роках, виставкову -– в 1976 році. На початку 1980-х приєднався до гурту одеських нонконформістів. З кінця 1980-х бере участь у виставках сучасного мистецтва в Україні та за її межами.
У 1988 художник стає членом Спілки художників СРСР, згодом Національної спілки художників України.
Сергій Савченко — один із засновників НАМ (Національної асоціації мистців) (1993), творчого об'єднання «Човен» (1992) та творчого об'єднання «Мамай» (1998), почесний член Національного університету Києво-Могилянська Академія, Заслужений художник України (2009), член Комітету з Національної премії України імені Тараса Шевченка (2016–2019).
Живе і працює в Одесі.

## Цитати
|  | Абстракція має можливість увійти в той емоційний простір, в якому вирують чисті тонкі енергії, а мистецтво проступає як відбиток, як слід, ясний та явлений на рівні імпульсивного входження в образ на межі можливого прозріння. |

— Сергій Савченко, художник

## Колекції

#### Музейні колекції[2][6]
- Національний художній музей України (Київ, Україна)
- Києво-Могилянська академія (Київ, Україна)
- Музей сучасного мистецтва України (Київ, Україна)
- Одеський художній музей (Одеса, Україна)
- Музей сучасного мистецтва Одеси (Одеса, Україна)
- Івано-Франківський обласний художній музей (Івано-Франківськ, Україна)
- ХОХМ. Хмельницький обласний художній музей. (Хмельницький, Україна)
- Канівський музей Тараса Шевченка (Канів, Україна)
- Львівський палац мистецтв (Львів, Україна)
- Музей Сучасного Українського Мистецтва Корсаків (Луцьк, Україна)
- Новосибірський художній музей (Новосибірськ, Росія)
- Український інститут модерного мистецтва (Чикаго, США)

## Премії
- 2002 — Міжнародна бієнале сучасної графіки (Новосибірськ, Росія)
- 1989 — Лауреат премії УАЗІС (Української асоціації захисту історичного середовища), міжнародного бієнале «Імпреза» (Івано-Франківськ, Україна)